# 프레드리크 레인펠트
욘 프레드리크 레인펠트(스웨덴어: John Fredrik Reinfeldt, 1965년 8월 4일 ~ )는 스웨덴의 정치인이다. 2006년부터 2014년까지 총리를 맡았다.
스톡홀름 근교의 외스터하닝에에서 태어났다. 스톡홀름 대학교에서 경제학과 경영학을 전공했다. 젊은 시절부터 정치활동에 참여하여 보수당의 청년 조직에 가입하여 활동했으며, 1991년 국회의원으로 선출되었다. 1992년 ~ 1995년 보수청년연맹 회장을 맡았다. 그 후 사회민주당 정권 아래에서 침체된 보수당 조직이 개편되면서 그는 젊은 나이에 당내에서 영향력있는 인물로 떠올랐다. 종전의 보수당 조직을 비판하며 유명해졌다. 2002년 총선에서 다시 보수당이 패배하자, 그는 당권에 도전하여 2003년 당수로 선출되었다. 당권을 잡으면서 그는 새로운 보수를 내걸고 국민에게 더욱 다가서기 위한 노력을 하였다. 2006년 9월 총선에서 보수당 및 중도당을 중심으로 한 중도우파연합인 스웨덴 동맹을 이끌어 승리하여 10월 제32대 총리로 취임하였다. 취임 당시 만 41세로, 스웨덴 역사상 세 번째로 젊은 총리가 되었고, 1930년대 이후로는 최연소 총리가 되었다.
그는 스웨덴에서 처음 시작된 부유세를 폐지했으며, 실업수당을 줄이고, 국영기업의 민영화를 시도하는 등 스웨덴식 복지모델의 대대적인 개편을 이루어 냈다. 이에 대한 찬반 여론이 있다. 2014년 하반기 스웨덴 총선에서 스테판 뢰벤에게 패하여 당수직을 물러나고 총리직 인수인계는 스테판 뢰벤에게 총리직 인수인계를 넘기고 물러 났다.